# Американски листоноси прилепи
Американските листоноси прилепи (Phyllostomidae) са семейство дребни бозайници от разред Прилепи (Chiroptera). То включва над 50 рода с около 200 вида насекомоядни прилепи.
Листоносите прилепи са разпространени в Америка от Мексико до северните части на Аржентина. Семейството е много разнородно, с видове, приспособени за живот в различна среда. Макар че се класифицират като насекомоядни прилепи, някои видове американски листоноси са адаптирани за хранене с плодове, дребни гръбначни или кръв.

## Родове
Семейство Phyllostomidae – Американски листоноси прилепи
- Подсемейство Brachyphyllinae
  - Род Brachyphylla
- Подсемейство Carolliinae
  - Род Carollia
  - Род Rhinophylla
- Подсемейство Desmodontinae – Кръвосмучещи прилепи
  - Род Desmodus – Същински кръвосмучещ вампир
  - Род Diaemus
  - Род Diphylla – Малък кръвосмучещ вампир
- Подсемейство Glossophaginae
  - Триб Glossophagini
    - Род Anoura
    - Род Choeroniscus
    - Род Choeronycteris
    - Род Glossophaga
    - Род Hylonycteris
    - Род Leptonycteris
    - Род Lichonycteris
    - Род Monophyllus
    - Род Musonycteris
    - Род Scleronycteris

  - Триб Lonchophyllini
    - Род Lionycteris
    - Род Lonchophylla
    - Род Platalina
    - Род Xeronycteris
- Подсемейство Phyllonycterinae
  - Род Erophylla
  - Род Phyllonycteris
- Подсемейство Phyllostominae
  - Триб Micronycterini
    - Род Glyphonycteris
    - Род Lampronycteris
    - Род Macrotus
    - Род Micronycteris
    - Род Neonycteris
    - Род Trinycteris

  - Триб Vampyrini
    - Род Chrotopterus
    - Род Lophostoma
    - Род Tonatia
    - Род Trachops
    - Род Vampyrum – Голям плодояден вампир

  - Триб Lonchorhinini
    - Род Lonchorhina
    - Род Macrophyllum
    - Род Mimon

  - Триб Phyllostomatini
    - Род Phylloderma
    - Род Phyllostomus
- Подсемейство Stenodermatinae
  - Род Ametrida
  - Род Ardops
  - Род Ariteus
  - Род Artibeus
  - Род Centurio
  - Род Chiroderma
  - Род Ectophylla
  - Род Enchisthenes
  - Род Mesophylla
  - Род Phyllops
  - Род Platyrrhinus
  - Род Pygoderma
  - Род Sphaeronycteris
  - Род Stenoderma
  - Род Sturnira
  - Род Uroderma
  - Род Vampyressa
  - Род Vampyrodes